# Boris Bidjan Saberi
Boris Bidjan Saberi (Monaco di Baviera, 1978) è uno stilista tedesco.
Nato e cresciuto in Germania da madre tedesca anch'essa stilista e da padre iraniano ingegnere tessile, ha studiato moda a Barcellona. Vicino a Barcellona, in un atelier ricavato da una ex manifattura tessile del XVIII secolo, ha anche sede la sua attività, indirizzata alla moda maschile.
Le influenze sul suo lavoro provengono in primo luogo dalla street culture e dall'hip hop e si sono concentrate dopo gli studi sui settori del design e della moda con la creazione di una sua linea di accessori, U CAN FUCK W, nella quale dimostra il suo interesse per materiali naturali come la pelle, ma anche per l'argento e i materiali industriali.
Nel campo specifico della moda, risente dell'influenza di stilisti che hanno compiuto sperimentazioni intorno allo stile neogotico e cyberpunk come il californiano Rick Owens, di cui riprende l'ambientazione in scenari in stile post-apocalittico. Ancora più da vicino risente del lavoro di Carol Christian Poell e di Maurizio Altieri di Carpe Diem. Lo accomunano a questi stilisti la preferenza per una materialità naturale forte, il primitivismo, l'utilizzo di tecniche di lavorazione artigianali o artistiche lontane dal sistema di produzione industriale della moda, l'intervento manuale sui singoli capi.
Le sue collezioni vengono presentate con regolarità a Parigi, mentre i suoi capi, in edizione limitata a causa delle tecniche artigianali di lavorazione, vengono venduti in negozi d'avanguardia.

## Collezioni
- Net 3x3 (Spring-Summer 2008). Già nella prima collezione appare il motivo, poi ripreso in seguito, della rete, intesa sia come scelta tessile sia come ispirazione nei confronti di un'idea di comunità metropolitana legata dal desiderio di sfidare i conformismi della moda. Importante anche il lavoro di sperimentazione sui materiali: cotone, fibre e pelle sono trattate col vinile unendo elementi sintetici a elementi primitivisti.
- Kefian Liberty (Fall-Winter 2008-2009). La seconda e la terza collezione si ispirano al Medio Oriente in senso lato, con forme aperte e fluttuanti sulle scale cromatiche del grigio, del nero e del bianco.
- Persian Desert (Spring-Summer 2009). Riprende i temi della seconda collezione, e si contraddistingua per l'uso di modelli statici appesi al soffitto.
- Back Towards (Fall-Winter 2009-2010). Considerata una delle collezioni più visionarie di Saberi e indirettamente ispirata all'artista novecentesco Joseph Beuys, esibisce un utilizzo del feltro come materiale per avvolgere e ridisegnare interamente il corpo umano.
- Straight Strenght (Spring-Summer 2010). Si caratterizza per l'uso di copricapi e linee ispirate a quelli dei dervisci.
- Primitive Sculpture (Fall-Winter 2010-2011). Forme geometriche e tubolari plasmano il corpo maschile con asimmetrie che arrivano a ricoprire anche il collo e la testa. Il color beige fa la sua apparizione a fianco del tradizionale bianco e nero delle collezioni precedenti.
- Skin-Mechanism (Spring-Summer 2011). Ricordate per un forte utilizzo della pelle, anche trattata con grassi, olii, resine, cere, con tagli vivi e tinture a freddo, fino all'ottenimento tramite lavorazioni artigianali specializzate di una pelle trasparente di colore dorato.
- Blood (Fall-Winter 2011-2012). I capi vengono tinti a freddo nei colori del rosso (ottenuto con sangue di maiale) e di tinte metalliche, ricordando un'atmosfera da fonderia e da fornace.
- Aikidoism (Spring-Summer 2012). Ispirata alle arti marziali.
- Glacierism (Fall-Winter 2012-2013). Nero, bianco ghiaccio, verde militare e tenute da campo, è una collezione che vanta una maggiore varietà nelle soluzioni adottate.
- Classicism (Spring-Summer 2013). Riprende le atmosfere della Chicago degli anni Venti, ma accostando tessuti tecnici a quelli naturali e riscrivendo i codici tradizionali dell'abito maschile.